# Tortel
Tortel es una comuna de la zona austral de Chile ubicada en la provincia Capitán Prat, en el sur de la Región de Aysén del General Carlos Ibáñez del Campo. Posee una superficie de 20 390 km² y cuenta con 523 habitantes al año 2017. Su capital es el poblado de Caleta Tortel, conocido por sus pasarelas de madera que hacen de calles, por su entorno natural y por hallarse próximo a la desembocadura del Baker, el río más caudaloso de Chile.

## Toponimia
El nombre podría provenir del apellido de Juan José Tortel Maschet, marino francés al servicio del Gobierno de Chile o del idioma kawésqar correspondiente a «aguas profundas».

## Historia

### Chile precolombino y colonial
Esta zona fue recorrida desde tiempos prehistóricos por los nómades canoeros Kawésqar. El primer europeo en avistar este territorio habría sido Hernando de Magallanes en 1520, nominándolo «Tierras de Diciembre». En los siglos XVI y XVII se suceden doce expediciones españolas en busca de la Ciudad de los Césares y para evitar una ocupación inglesa.
Basado en las descripciones de Pedro Sarmiento de Gamboa (1579), Bartolomé D. Gallardo, A. de la Vea (1675-76) y el jesuita José García Alsué —quién sería el primero en llegar al actual canal Baker (que nomina «Mesier» y que ocupa la «Nación Calén»)—, el cartógrafo español Juan de la Cruz Cano y Olmedilla confecciona en 1775 el primer mapa del área en la cual desemboca el «río de los Cau Caos Bravos» como desaguadero del lago Chelenco (río Baker y lago General Carrera-Buenos Aires).
En 1798 se entrega el dominio del «Potrero de los Rabudos», entre los 43° y 48° Sur, a Juan Levién en pago de sus servicios al capitán José de Moraleda, lo cual no se hizo efectivo. Entre 1826 a 1830 la expedición hidrográfica de King y Stokes levanta parte del área y bautiza en honor a su almirante las Islas Baker, ubicadas a la entrada de un canal que se insinúa.

### SigloXIX
El primer reconocimiento chileno del área ocurrió en 1888 cuando el comandante Adolfo Rodríguez de la Armada de Chile, a bordo del escampavía «Toro», explora el fiordo Calen o Baker y descubre los ríos Bravo y Pascua. En base de esta información el Gobierno de Chile otorga la primera concesión de 300 000 hectáreas de tierras fiscales en el Baker a Julio Vicuña Subercaseaux, la que nunca se llevaría a cabo.
En 1897 una expedición argentina, a bordo del «Azopardo» y «Golondrina», dirigida por el perito Francisco P. Moreno, reconoce el canal Baker y la desembocadura del río Baker las que bautiza «Las Heras», topónimo que subsiste en el cerro ubicado al norte de su desembocadura.

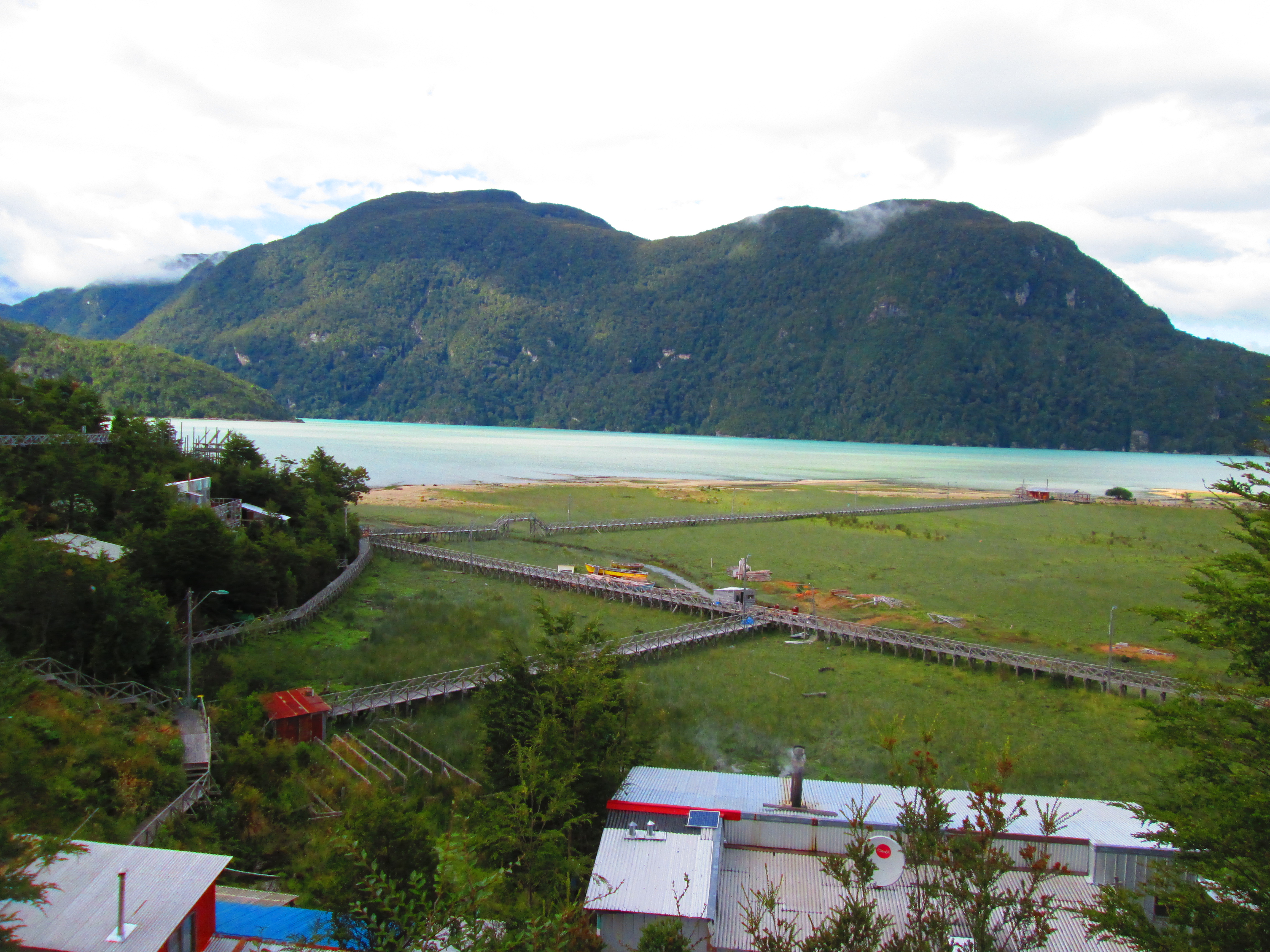
Caleta Tortel, una pequeña localidad dominada por el color de las aguas del Río Baker, de las pasarelas hechas de madera, lo que la convierten en un poderoso atractivo turístico del fin del mundo.

Al año siguiente, por encargo del perito de límites chileno Barros Arana, el geógrafo alemán Hans Steffen explora cuidadosamente el área. Posteriormente, en 1901-02 el comandante Francisco Nef levanta el seno Baker y canales adyacentes, mientras Ricardo Michell reconoce el valle del Baker, Bravo y Pascua para la Comisión de Límites, siendo visitada la zona por el árbitro sir Thomas Holdrich, en 1902.

### SigloXX
En 1901 se otorgó concesión a Juan Tornero y otros para introducir mil familias de colonos europeos entre los 42° y 52° S, lo cual se reformuló al constituirse en 1903 la Sociedad Nacional de Ganadería y Colonización, más tarde llamada Compañía Explotadora del Baker, con la participación de Mauricio Braun H. y otros poderosos empresarios de Punta Arenas. Esta compañía sería la primera en ocupar el área con instalaciones en Puerto Bajo Pisagua, ubicado en el costado norte de la desembocadura del Baker, y casas, puestos y sendas río arriba. En 1907 instala además un aserradero y muelle en lo que hoy es el Rincón de Caleta Tortel.

En 1906 ocurre la muerte de 59 trabajadores chilotes, probablemente de hambre y escorbuto, vestigio de lo cual subsiste hasta hoy en el cementerio de la Isla de Los Muertos. Este hecho y otras causas llevan a la paralización de los trabajos e inversiones, la quiebra de la compañía en 1908 y la caducidad de la concesión en 1911.

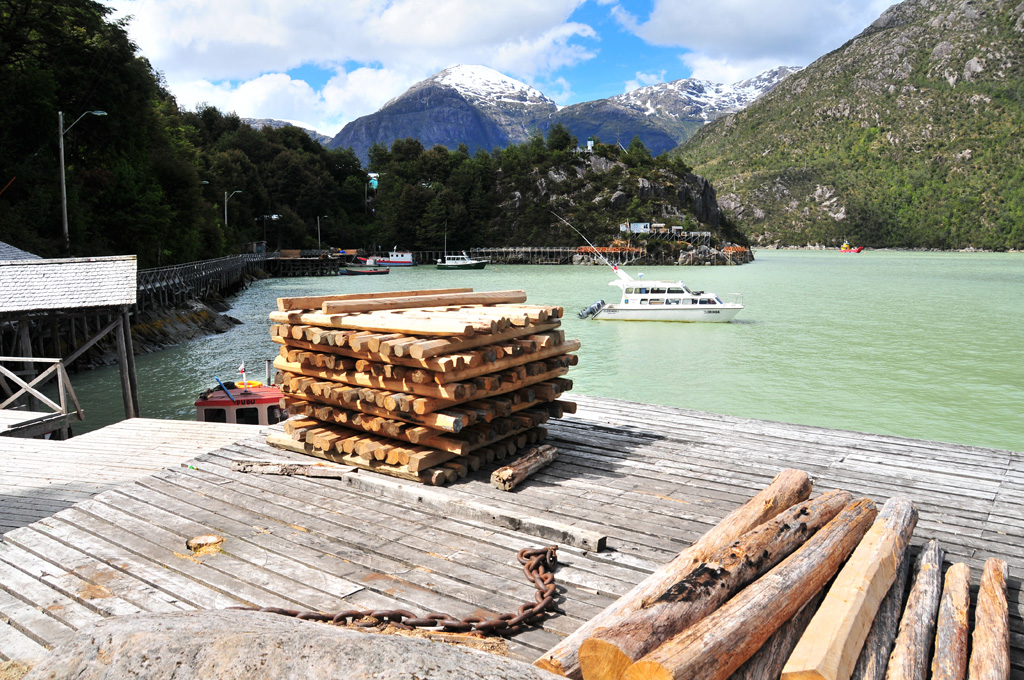
La explotación del Ciprés de las Guaitecas marca la historia de esta zona de la Patagonia chilena.

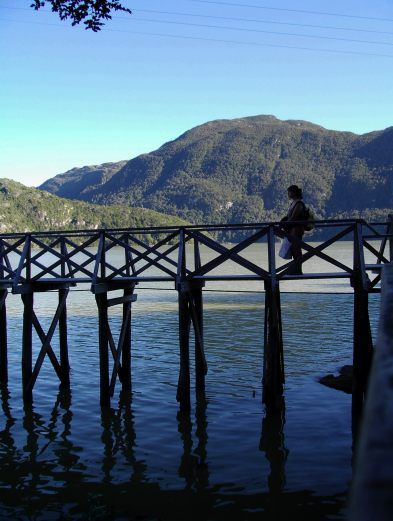
Caleta Tortel.

En 1914 se remata la concesión del área a Julio Vicuña Subercaseaux, quien transfiere sus derechos a la Sociedad Colectiva de Estancias, posadas de Hobbs y Cía., lo cual se acepta por el gobierno en 1916. Nuevamente aparece como socio de esta compañía Mauricio Braun junto con Francisco Campos y otros. La administración recae en el terrateniente británico Esteban Lucas Bridges, que también era socio de la compañía, y nuevamente se utiliza como puerto Bajo Pisagua, cuyas instalaciones son quemadas en 1932. En esas décadas comienzan a ocupar el área los primeros colonos ilegales y, a causa de eso, llegan los primeros policías remunerados por la compañía. La concesión se ajusta en definitiva en 1927, entregándose territorio a los ocupantes.
Entre 1940 y 1944 se quema gran parte del territorio, un desastre ecológico de graves consecuencias. Según el censo de 1943, el Bajo Baker estaba virtualmente deshabitado.
En 1954, por solicitud de los colonos–pobladores, y siendo comandante en Jefe de la III Zona Naval el contraalmirante Donald Mc Intyre Griffiths, la Armada les comienza a asistir, creando en 1955 el puesto de Vigías y Señales de Caleta Tortel. El radiotelegrafista y enfermero Marcos Cancino y su esposa quedan a cargo de la base, mientras los pobladores encabezados por don Reynaldo Sandoval C. construyen el «Galpón Rosado» y Alejandro Mansilla construye su casa con madera del muelle de la primera compañía, siendo el primer poblador de Caleta Tortel. El nombre dado homenajea a Jean Tortel, marino francés que prestó sus servicios durante la Guerra de Independencia de Chile.
La comuna de Tortel fue creada por el decreto ley N.° 2.868, de 1979, que “divide las provincias que señala del país en las comunas que indica”, cuerpo normativo que estableció su territorio.
Caleta Tortel se empieza a consolidar al instalarse la Empresa de Comercio Agrícola (ECA) en 1966 con poder de compra de estacones de ciprés y venta de alimentos, La comuna en sí se crea el 27 de agosto de 1970, en 1978 la Armada crea una escuela, y el MOP un aeródromo en 1980. En tanto, la Municipalidad de Tortel comienza a funcionar en 1981, con el sargento de la Armada, Óscar Quiroga como primer alcalde. Así, la población de 227 habitantes en 1970 aumenta a 292 en 1982, los cuales van construyendo viviendas en grupos a lo largo de la ensenada de Caleta Tortel, uniéndose estos paulatinamente mediante envaralados, puentes y escaleras, origen de las actuales pasarelas. 
Por otra parte, en 1967 se crean los parques naturales Guayaneco y Laguna San Rafael, y en 1974 se crea la reserva forestal Río Pascua, áreas silvestres protegidas que cubren sobre 80 % de la superficie comunal. En 1982 estas son reclasificadas por Conaf, manteniéndose el parque nacional Laguna San Rafael —nominado reserva de la biodiversidad por Unesco, que comprende íntegramente el Campo de Hielo Norte— y se crean el parque nacional Bernardo O’Higgins, el más extenso del país y que incluye al Campo de Hielo Sur, y la reserva nacional Katalalixar.

Los hechos relevantes de los últimos 20 años, son la construcción de nuevas instalaciones municipales, la plaza cubierta, la biblioteca, la casa de la comunidad, el retén y viviendas de Carabineros, la Radio MADIPRO y viviendas sociales del Serviu. Y luego, la construcción de la nueva escuela y posta ubicadas fuera del centro histórico, en el área de expansión y con una inversión que supera los 800 millones de pesos. Por otra parte, se instala la red definitiva de agua potable, una pequeña central hidroeléctrica y red de distribución domiciliaria, gratuita, mientras se une el poblado y el aeródromo con alrededor de 6 kilómetros de pasarelas de ciprés. Destaca la llegada de tres canales de televisión abierta más aquella satelital. También se construyen varios muelles y se subsidia el transporte aéreo y la conexión hacia la Carretera Austral, con lo que se supera en gran medida el aislamiento.

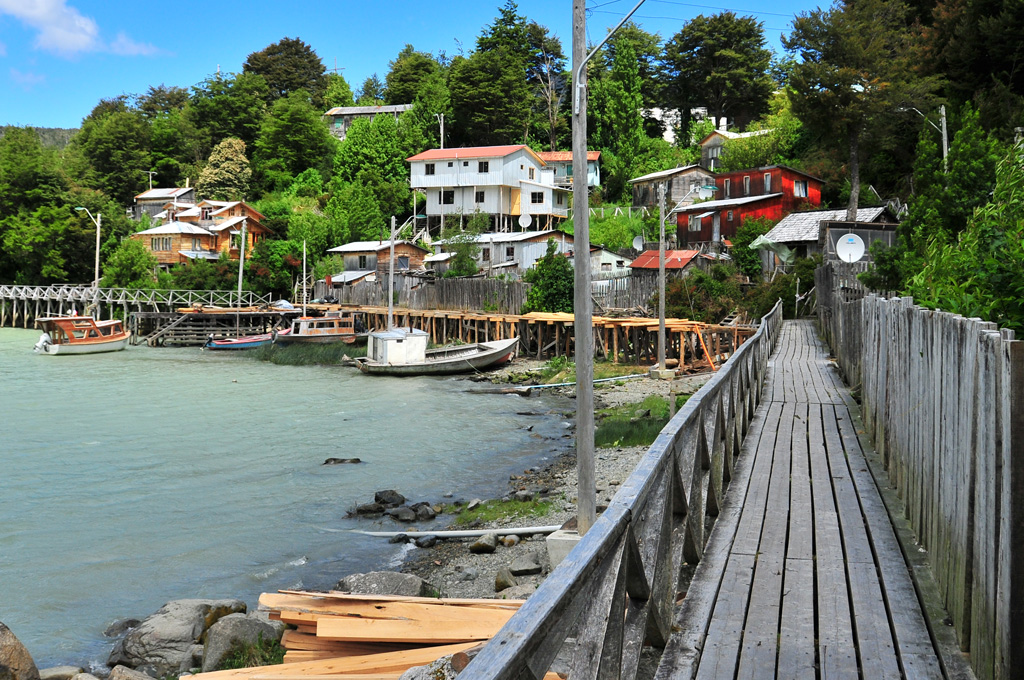
Pasarelas de Ciprés de las Guaitecas en Caleta Tortel

En esos años surge, con apoyo estatal, la primera empresa productiva de Tortel, un aserradero y elaboradora de ciprés, que se instala en el sector del aeródromo.
En 1997 se fija el límite urbano de Caleta Tortel, el que incluye cerca de 25 hectáreas y permite medir una densidad de 12 hab./ha. Un censo municipal arroja una población de 370 habitantes.
En 1999 se construyen tres prototipos de unidades sanitarias secas, esperándose que el MOP masifique el sistema para solucionar el acuciante problema de los efluentes cloacales. También comienza la construcción de un camino de 25 km desde su conexión con la Carretera Austral a Caleta Tortel, con un costo de 60 millones de pesos el kilómetro. Una solución de menor costo e impacto evidentemente era mejorar los medios de navegación por el río Baker, infraestructura natural gratuita. A fines de este año se oficializa el loteo de Tortel, lo que permitiría dar títulos de dominio a los pobladores por parte del Ministerio de Bienes Nacionales.
En la primavera del año 2000, el príncipe Guillermo de Gales, como parte de su año sabático al terminar sus estudios secundarios, pasó una estadía de diez semanas en la comuna, conviviendo con los lugareños y realizando actividades de voluntariado.

### SigloXXI
Durante el año 2003, Caleta Tortel queda completamente unida al resto del país, gracias a la inauguración de un nuevo tramo de la Carretera Austral. A partir de fines del año 2004, se inicia un nuevo proceso social y productivo en la comuna, marcada por un aumento de la participación ciudadana local y una alta atracción de inversiones públicas y privadas, que desde entonces han consolidado y proyectado este territorio al futuro.
El 13 de marzo de 2020 el gobierno decretó el aislamiento preventivo de Tortel, sin poder entrar ni salir del pueblo durante 14 días, producto de un turista inglés que arribó en un crucero contagiado de COVID-19, en el marco de la pandemia por coronavirus en Chile.

## Medio ambiente

### Geomorfología y componentes abióticos
La comuna posee una superficie de 20 390 km². La comuna de Tortel se encuentra emplazada en las unidades geomorfológicas de Cordillera patagónica de ventisqueros del Pacífico, Cordillera patagónica de fiordos y ríos de control tectónico y Cordillera patagónica insular. Posee una estratégica ubicación entre los Campos de hielo Norte y Sur (unos 4000 km² de glaciares comunales). En la comuna además se encuentra el golfo de Penas. Su accidentada geografía se divide en una zona archipelágica —con numerosas islas, canales y estuarios— y otra de escarpadas cordilleras coronadas por glaciares, cortadas por estrechos valles.
Presenta según la clasificación climática de Köppen clima de tundra (ET), clima templado lluvioso (Cfb) y clima templado lluvioso frío (Cfc).

Zona hidrográfica entre los campos de hielo Norte y Sur.

Bordeando Tortel se encuentra la desembocadura de la cuenca del río Baker que proviene del noreste. Por el norte se encuentran las cuencas costeras e islas entre río Aysén, río Baker y canal General Martínez, por el sur la cuenca del río Pascua y al suroeste con las cuencas costeras entre río Pascua, límite regional y archipiélago Guayeco. Además, la comuna posee diversos cuerpos de agua, entre los que se destacan el lago Alejandro, lago Bergues, lago Cute, lago Eugenia, lago Horacio, lago Jorge Montt, lago Leal, lago Quetru y lago Verde, laguna Angamos, laguna Balboa, laguna Byron, laguna Claudia, laguna del Turco, laguna El Rosario, laguna Este, laguna Grande, laguna Launas Montenegro, laguna Los Huemules, laguna Los Sapos, laguna Luisa, laguna Mellizas, laguna Perla, laguna Pullin, laguna Santa Ana, laguna Tortel y río Huemules; y río Acodado, río Alvarado, río Angamos, río Baker, río Borques, río Bravo (Mitchell), río de los Sapos, río del Camino, río Huemules, río Jorge Montt, río Ladgren, río Lulepe, río Negro, río Nublado, río Pascua, río Pisagua, río San Martín, río Sordo, río Tero y río Ventisquero. En ella desemboca el río Baker —el más caudaloso de Chile— y también los ríos Pascua, Bravo (Mitchell) y Huemules (Simpson), configurando una cuenca estuarina y de canales interiores con un importante aporte de agua dulce de origen tanto glacial como pluvial.

### Componentes bióticos
Dentro del territorio de la comuna se pueden hallar los siguientes ecosistemas:
- Bosque caducifolio templado andino donde predominan Nothofagus pumilio y Berberis ilicifolia (Preocupación menor)
- Bosque caducifolio templado andino donde predominan Nothofagus pumilio y Ribes cucullatum (Preocupación menor)
- Bosque siempreverde templado interior donde predominan Nothofagus nitida y Podocarpus nubigenus (Preocupación menor)
- Bosque siempreverde templado-antiboreal costero donde predominan Nothofagus betuloides y Drimys winteri (Preocupación menor)
- Herbazal templado andino donde predominan Nassauvia dentata y Senecio portalesianus (Preocupación menor)
- Matorral caducifolio templado andino donde predomina Nothofagus antarctica (Preocupación menor)
- Matorral caducifolio templado andino donde predominan Nothofagus antarctica y Empetrum rubrum (Preocupación menor)
- Zonas geográficas hinóspitas sin vegetación (Sin información)
- Turbera templada costera donde predominan Donatia fascicularis y Oreobolus obtusangulus (Preocupación menor)
- Turbera templada-antiboreal interior donde predominan Sphagnum magellanicum y Schoenus antarcticus (Preocupación menor)

### Medidas de protección ambiental y conflictos socioambientales
Hasta 2022, la comuna de Tortel cuenta con las siguientes zonas que poseen algún nivel de protección ambiental:
- Archipiélago W Canal Messier (Sitios ERB)[14]
- Área Marina Costera Protegida Tortel (Área Marina Costera Protegida)[15]
- laguna Caiquenes (Bien Nacional Protegido)[16]
- laguna San Rafael (Reserva Biósfera)[17]
- Parque Nacional Bernardo O'Higgins (parque nacional)[18]
- Parque Nacional Laguna San Rafael (parque nacional)[19]
- Reserva Forestal Katalalixar (Reserva Forestal)[20]
- Subcuenca Río Baker (Sitios ERB)[21]
- Ventisquero Montt (Bien Nacional Protegido)[22]

## Administración

### Municipalidad

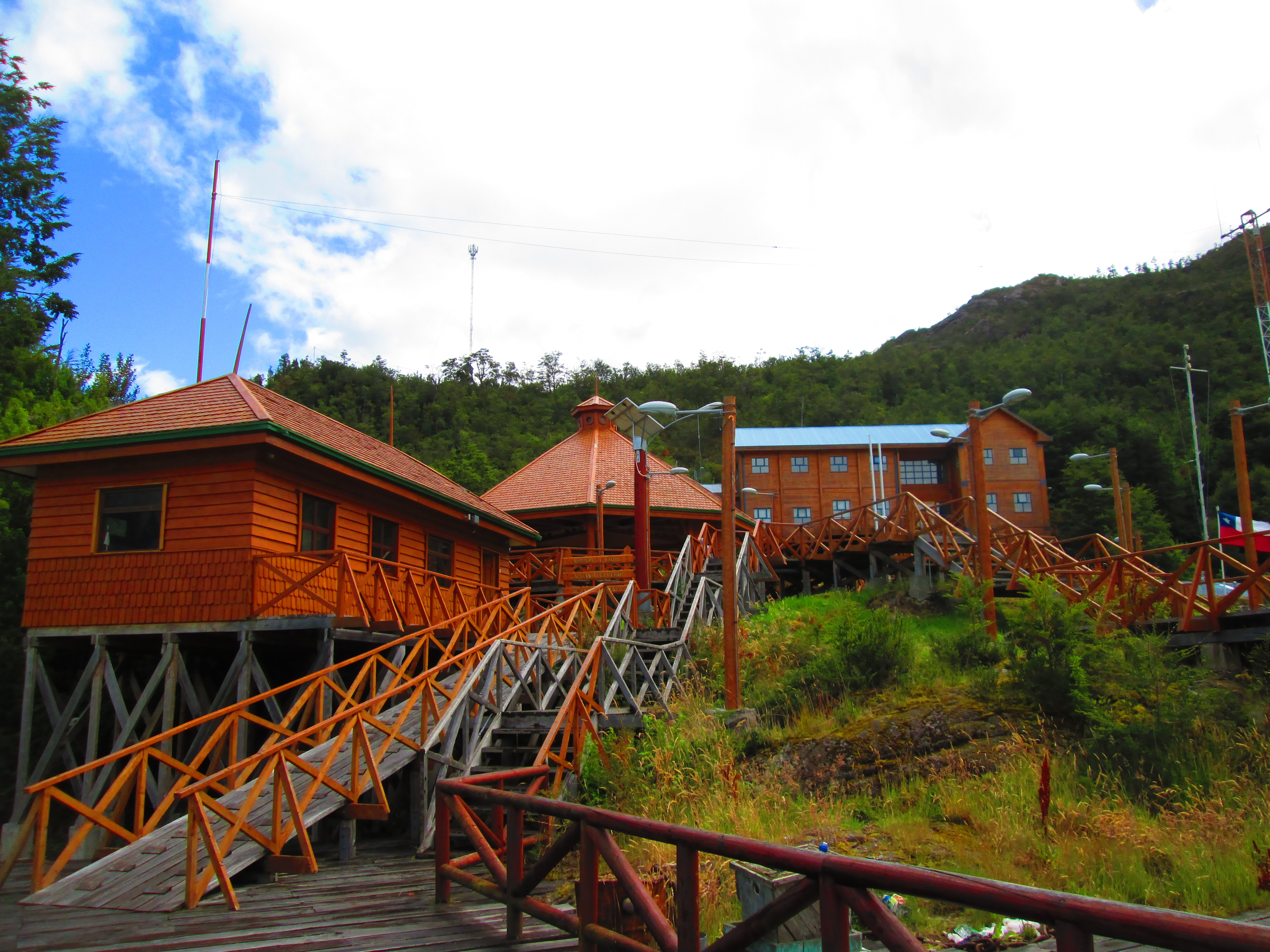
Sector Base de Caleta Tortel, donde se encuentra la municipalidad.

En las elecciones municipales chilenas del año 2021, para el periodo que se inició el 28 de junio de ese año y que termina el 6 de diciembre de 2024, fue electo como alcalde Abel Albino Becerra Vidal, independiente, con un 41,70% de los votos.
Por su parte, el Concejo municipal de Tortel para el periodo 2021-2024 está compuesto por Carolina Ivon Maripillán Vidal (independiente), Iris Aleny Vargas Ganga (RN), Margarita Teresa Vargas Becerra (independiente), Nadia Isabel Barría Becerra (independiente), Marcela Jeanette Cruces Zurita (PPD) y Guillermo Darío Cárdenas Parra (UDI).
La comuna de Tortel tiene un presupuesto para el año 2021 de CL$ 1.466.490.000 –cerca de  US$ 2 millones-, el cual distribuye entre sus responsabilidades, entre las cuales se cuenta la educación y el mantenimiento y ejecución de las obras relativas al transporte local. A diferencia de los municipios de otras regiones de Chile, la salud local se encuentra encomendada al Servicio de Salud Aysén.

### Representación parlamentaria
Integra junto con las comunas de Aysén, Cisnes, Coyhaique, Guaitecas, Río Ibáñez , Chile Chico, O'Higgins, Cochrane, y Tortel el distrito electoral N.° 27 y pertenece a la 14.ª circunscripción senatorial (Aysén). Es representada en el Senado por David Sandoval (UDI) y Ximena Órdenes (IND-PPD). A su vez, es representada en la Cámara de Diputados por Aracely Leuquén (RN), Miguel Ángel Calisto (DC) y René Alinco (IND-PPD).

## Medios de comunicación

### Radioemisoras

#### FM
- 92.1 MHz - Radio Madipro Tortel

### Televisión
Actualmente, no existen canales nacionales disponibles en Tortel en digital TVD. Por lo que, para poder sintonizarlos, solo será posible por medio de la televisión satelital.